# Pompo
En la mitología griega Pompo era un rey de Arcadia, hijo y sucesor de Simo.
Tuvo un hijo llamado Eginetes, que le sucedió en el trono.
| Predecesor: Simo | Reyes de Arcadia | Sucesor: Eginetes |